# 無嗅覚症
無嗅覚症（むきゅうかくしょう。英語: anosmia）とは、嗅覚障害の一種で嗅覚が失われる症状または疾患である。一部またはすべての匂いに対する感受性が低下する嗅覚減退症や本来のにおいとは違ったにおいを感じる嗅覚錯誤とは異なり、嗅覚が完全に失われる。

## 原因
鼻づまりや感染症によって引き起こされる可能性があります。嗅覚の永続的な喪失は、鼻の嗅覚受容体の損傷や嗅神経への損傷または嗅覚を処理する脳領域への損傷がある脳損傷によって引き起こされる可能性がある
。最近では、新型コロナウイルス感染症の初期症状としても知られる。

## 特異的無嗅覚症
特異的無嗅覚症（Spesific Anosmia）とは特定のにおいだけを感じない（または感度が低い）症状。